# Tanka
Tanka este un stil de poezie japoneză cu formă fixă, anume cinci versuri cu numărul de silabe de 5-7-5 / 7-7, respectiv. Este foarte populară în literatura locală și în străinătate. 

## Prozodie
Partea care conține 5-7-5 se numește kami-no-ku („fraza superioară”) și 7-7 shimo-no-ku („fraza inferioară”).
Tanka e o formă de poezie mai veche decât haiku. În vremurile mai vechi era numită hanka („poem răsturnat”), pentru că era de fapt o adiționare plus concluzie la o chōka.

## Istorie
În era Heian a existat un grup de poeți care se numeau cei mai buni șase autori de waka și un altul de treizeci și șase de poeți. Poeta contemporană Machi Tawara a încercat să dea o viață nouă acestei poezii.
La jumătatea erei Heian a apărut un joc nou. Cineva recita sau crea un kami-no-ku sau shimo-no-ku, și cerea celuilalt participant să alipească un alt vers. Acest tip de tanka, bazat pe principiul „brain storming”, a primit numele renga.